# Кашина Ђусана (Милано)
Кашина Ђусана је насеље у Италији у округу Милано, региону Ломбардија.
Према процени из 2011. у насељу је живело 21 становника. Насеље се налази на надморској висини од 145 м.